# Абрахамсон, Эмми
Эмми Абрахамсон (швед. Emmy Abrahamson; род. 1976) — шведская писательница, автор детской литературы, режиссёр и актриса.

## Биография
Эмми Абрахамсон родилась в Швеции, выросла в Москве, училась в Лондоне. В Амстердаме работала актрисой, в Вене — режиссёром и художественным руководителем. В 2009 году вернулась в Швецию и основала международный театр в Мальмё.
Её литературный дебют состоялся в 2011 году с книгой «Мой папа добрый, а моя мама иностранка». В следующем она написала книгу «Единственный путь — вверх», которая была номинирована на Августовскую премию в категории детской литературы. Обе книги были опубликованы издательством Rabén & Sjögren.

## Личная жизнь
Во время пребывания в Амстердаме Эмми познакомилась с бездомным Виком Кокула. Они поженились в 2006 году. У них двое детей.